# روبر شومان
روبر شومان (به انگلیسی: Robert Schuman) در لوکزامبورگ آلمان به دنیا آمد. روبر شومان دولتمرد آلمانی فرانسوی بود. شومان از حزب دموکرات مسیحی (MRP) و متفکر و فعال سیاسی مستقل بود. او دو بار نخست‌وزیر فرانسه شد. وی همچنین وزیر امور خارجه و وزیر امور مالی در دولت‌های فرانسه بود. شومان یکی از بنیانگذاران اتحادیه اروپا، شورای اروپا و ناتو است.

## سرچشمه‌ها
1. ↑  Schuman Project

- زندگی رابرت شومان